# Cetatea dacică de la Cioclovina
Este o fortificație dacică situată pe teritoriul României.